# Kürdəmir
Kurdamir (en azerí: Kürdəmir) es una localidad de Azerbaiyán, capital del raión homónimo.
Se encuentra a una altitud de -9 m sobre el nivel del mar. 

## Demografía
Según una estimación de 2010 contaba con 19088 habitantes.